# Ирменгарда из Хеспенгау
Ирменгарда из Хеспенгау (фр. Ermengarde de Hesbaye, Irmingard, Ermengard; около 778 — 3 октября 818, Анже, Мен и Луара, Франция) — первая жена императора Людовика I Благочестивого, сына императора Карла Великого и Хильдегарды Винцгау.

## Биография
Ирменгарда была дочерью графа в Хеспенгау и графа Парижа Инграмма (Ангеррана, Ингорамма) и Ротруды. Об этом упоминал Теган, называя жену Людовика I Благочестивого «дочерью знатнейшего герцога Ингорамма, который был сыном брата святого епископа Хруотганга. Девица же эта, которую по совету и с согласия отца он сделал королевой, звалась Ирмингарда». О её отце практически ничего не известно. Некоторые исследователи считали его потомком Карла Мартелла. Сейчас эта версия отвергнута. Возможно он по линии матери состоял в родстве с Робертинами, благодаря чему и унаследовал графство Хаспенгау.
В 794 году Ирменгарда была выдана замуж за Людовика, четвёртого сына короля Карла Великого, в то время — короля Аквитании. От этого брака родилось 3 сына и 3 дочери.
После смерти Карла Великого, в 814 году, Людовик Благочестивый, оставшийся к тому времени единственным сыном, унаследовал империю. 5 октября 816 года папа римский Стефан IV (V) торжественно короновал в Реймсе Людовика и Ирменгарду.
Умерла Ирменгарда 3 октября 818 года после непродолжительной болезни.

## Брак и дети
- муж: (с 794 года) — император Запада Людовик I Благочестивый (август 778 — 20 июня 840)
  - Лотарь I (795 — 29 сентября 855), король Италии и Срединного королевства, император
  - Пипин I (797 — 13 декабря 838), король Аквитании
  - Ротруда; муж: граф Лиможа Ратье (умер 25 июня 841) или граф Оверни Жерар (умер 25 июня 841). Точно не известно, кто на какой дочери был женат. Кристиан Сеттипани считал, что Ратье и Жерар были женаты не на дочерях Людовика Благочестивого, а на дочерях Пипина I Аквитанского[5]
  - Берта; муж: граф Лиможа Ратье (умер 25 июня 841) или граф Оверни Жерар (умер 25 июня 841)[5]
  - Хильдегарда (803 — около 23 августа 860), аббатиса монастыря СвятогоИоанна в Лане
  - Людовик II Немецкий (805 — 28 августа 876) — король Восточно-Франкского королевства